# Cultura maikop

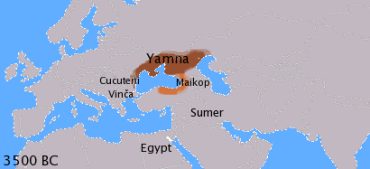
Extensão das culturas de Maikop e de Yamna.

A cultura maikop, ou cultura de Maikop (c. 3700 a.C.—2500 a.C.), foi uma cultura arqueológica situada na Rússia meridional, estendendo-se da península de Taman, no estreito de Kerch, até a fronteira moderna do Daguestão, portanto centrada na Adiguésia (cuja capital é Maikop), no vale do rio Kuban.
A cultura leva o nome de uma tumba real encontrada nessa localidade, o Carro de Maikop, rico em artefatos de ouro e prata, descoberto em 1897.